# Silbury Hill

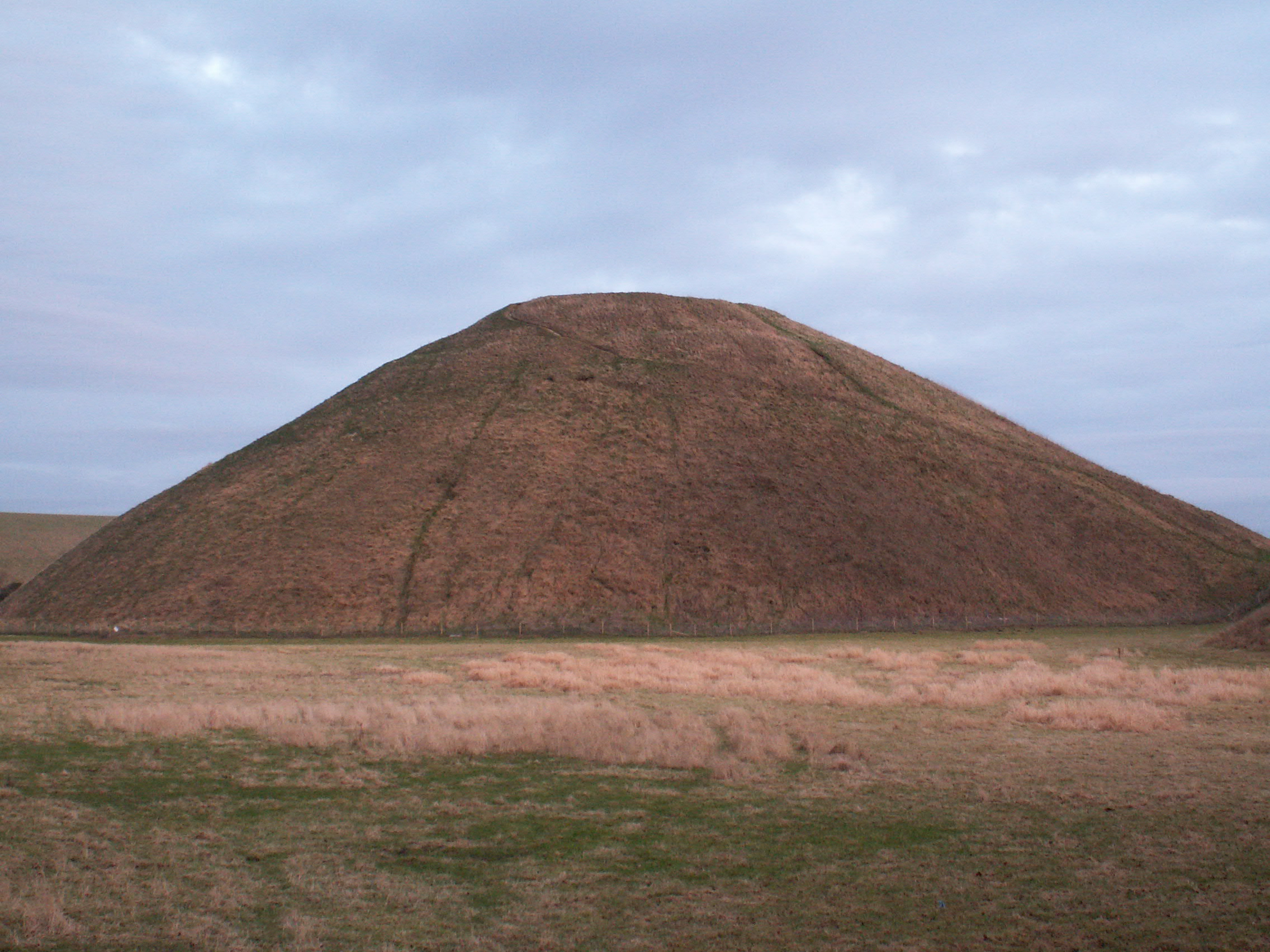
Silbury Hill

Silbury Hill är en artificiell kulle som ingår i komplexet av neolitiska monument som står i Avebury i det engelska grevskapet Wiltshire. Kullen byggdes för ungefär 4600 år sedan och består till största delen av lokal kalksten. 40 meter hög och täckande en yta motsvarande ungefär två hektar är Silbury Hill Europas största förhistoriska konstruerade kulle och en av de största i världen.
Silbury Hill ingår i området Stonehenge, Avebury och dess omgivningar som 1986 upptogs på Unescos världsarvslista.

## Konstruktionen
Man beräknar att det tog ca 18 miljoner arbetstimmar för att bygga Silbury Hill genom att lägga på och forma de 248 000 kubikmeterna jord högst uppe på en naturlig kulle.
Monumentets bas är 167 m i diameter och är helt rund. Toppen är relativt flat och ungefär 30 m i diameter. Kullen är byggd i två steg, relativt snart efter den ursprungliga konstruktionen byggdes kullen på en andra gång.
Den första konstruktionsfasen som daterats med 14C-metoden till 2750 ±95 f.Kr., bestod av en gruskärna, men även av konstruktionsdetaljer liknade dem i en megalitgrav. Ovan på detta lades alternerande lager med kalksten och jord.
I den andra fasen lade man på mera kalksten uppe på kärnan, som grävts upp ur ett dike som omgärdar kullen. Någon gång under denna tid så fyllde man åter igen diket och koncentrerade sig i stället på att öka kullens storlek, tills den uppnådde dagens storlek, med hjälp av massor från andra platser.